# WASP-96 b
WASP-96 b è un esopianeta gioviano caldo, la cui massa è 0,48 volte quella di Giove. Si trova ad una distanza di 0,0453 UA dalla stella di classe G WASP-96, attorno alla quale orbita ogni 3,5 giorni terrestri. Questa distanza è circa un nono della distanza tra Mercurio e il Sole. Si trova a circa 1120 anni luce dalla Terra, nella costellazione della Fenice. È stato scoperto nel 2013 dalla Wide Angle Search for Planets (WASP).
Lo spettro di WASP-96 b è tra le prime immagini del telescopio spaziale James Webb, pubblicate nel luglio 2022. Lo spettro ha confermato la presenza di acqua, oltre a fornire prove di "nuvole e foschie" all'interno dell'atmosfera del pianeta. Prima di questa scoperta, si pensava che WASP-96 b fosse privo di nubi.
La curva di luce ottenuta con il telescopio Webb conferma alcune proprietà del pianeta che erano già state determinate da precedenti osservazioni: l'esistenza, le dimensioni e l'orbita del pianeta. Lo spettro di trasmissione ha però rivelato dettagli precedentemente nascosti dell'atmosfera: la firma inequivocabile dell'acqua, indicazioni di foschia e prove di nubi, che si pensava non esistessero sulla base di osservazioni precedenti.